# Ghazaouet
Ghazaouet, del seu verdader nom Djemaa el Ghazaouet, és una ciutat del nord-oest d'Algèria, prop de la frontera marroquina. Tenia 33774 habitants al cens de 2008.
El port pesquer de Ghazaouet ha estat molt de temps el primer d'Algèria, celebrat a tot el país per les seves sardines. La ciutat va allotjar, fins a la independència, les famoses fàbriques de conserves «Papa Falcone». El port de la ciutat assegura la relació marítima quotidiana Almeria-Ghazaouet per al transport de mercaderies i de passatgers.